# Адріатичний коледж об'єднаного світу
Адріатичний коледж об'єднаного світу (англ. United World College of the Adriatic (UWCAD), італ. Collegio del Mondo Unito dell’Adriatico O.N.L.U.S.), коротка назва UWC Adriatic — приватний міжнародний-коледж-інтернат, розташований у італійсько-словенському селі Дуїно (Duino/Devin), яке відноситься до муніципалітету Дуїно-Ауризіна (Duino-Aurisina/Devin Nabrežina), що у регіоні Фріулі-Венеція-Джулія, провінція Трієст.
У коледжі виховуються та навчаються до 200 учнів 11-го та 12-го класів із 80 країн світу. Більшість учнів отримують часткові чи повні стипендії в системі Коледжів об'єднаного світу. Претенденти на навчання відбираються на конкурсній основі національними комітетами Коледжів об'єднаного світу, які функціонують більше, ніж у 150 країнах. Претенденти з України відбираються національним комітетом «UWC Україна». Основні критерії відбору наведені на сайті комітету.

## Опис
Коледж не має окремого кампусу, як такого, а розташовується у різних будівлях, розкиданих у межах села. Однією з них є колишній готель Дуїно, відомий тим, що у ньому покінчив життя самогубством Людвіг Больцман. Найбільшою будівлею коледжу є колишній «гостьовий будинок» (італ. Foresteria), що є частиною архітектурного комплексу «Замок Дуїно». Житлові помешкання різного розміру також розкидані по селу, у яких можуть проживати від 6 до 50 учнів, по двоє, троє чи четверо у кімнаті.

## Освітні і мовні програми
Основною освітньою програмою є «Diploma Programme» (укр. Програма для здобуття диплома) — програма, орієнтована на учнів старших 11-го та 12-го класів, яку було впроваджено ще до офіційної дати відкриття коледжу. Коледж і освітня програма успішно пройшли процедуру акредитації власником та розробником цієї програми — некомерційним освітнім фондом «International Baccalaureate®» 1 грудня 1981. 
Дипломи про середню освіту (англ. The IB diploma) надають можливість здобувати вищу освіту та приймаються і визнаються більше, ніж 2 337 університетами у 90 державах світу.
Усі дисципліни у коледжі викладають англійською. Для учнів, які вступили до коледжу з недостатнім для опанування освітньої програми рівнем знань англійської, організовують додаткові заняття від початку навчального року, і стільки занять, скільки необхідно. Якщо цього недостатньо, учневі можуть запропонувати додатковий рік навчання для можливості опанування програми міжнародного бакалаврату англійською на необхідному рівні. 
Усі студенти коледжу зобов'язані вивчати італійську мову. Більшість з них, зазвичай, обирають італійську мову як частину своєї програми міжнародного бакалаврату — як один із 6-ти необхідних предметів. У деяких випадках італійська може бути і 7-им предметом, окрім 6-ти необхідних. Кожен із учнів також може вивчати і свою рідну мову як із викладачем (за його наявності), так і самостійно.

## Видатні та відомі випускники і учні
| Фото | Прізвище                              | Опис | Країна          |
|      | Христя Фріланд                        | Журналіст, політик, публіцист, депутат парламенту Канади (2013-2015), Міністр міжнародної торгівлі Канади (2015-2017), Міністр закордонних справ Канади (2017-) | Канада          |
|      | Марина Катена                         | Лейтенант італійських збройних сил, директор французького підрозділу Світової продовольчої програми ООН                                                         | Італія          |
|      | Корінна Елізабет де Йонге ван Еллемет | Нідерландський політик, член палати представників Нідерландів від партії Зелені ліві                                                                            | Нідерланди      |
|      | Карен Мок                             | Китайська актриса та поп-співачка | Гонконг · КНР   |
|      | Софі Хоулі-Вельд                      | Солістка дуету «Sofi Tukker» | Німеччина · США |
|      | Тара Шарма                            | Індійська актриса, співпродюсер та ведуча шоу «Тара Шарма», підприємець                                                                                         | Індія           |
|      | Дарен Хастон                          | Канадський бізнесмен, колишній президент та головний виконавчий директор компанії Priceline                                                                     | Канада          |
|      | Гілад Цукерман                        | Ізраїльський мовознавець, професор | Ізраїль         |

## Українці в UWC Adriatic
У 1994 році новостворений за ініціативи канадки українського походження, адвоката і громадської діячки, Галини Фріланд, комітет «UWC Ukraine» направив на навчання у Коледжах об'єднаного світу перших двох учнів із України. Одним із них був Сергій Петров, який виграв конкурс на здобуття стипендії для навчання в Адріатичному коледжі об'єднаного світу. 
Від тих пір практично кожного року серед учнів з усього світу є і українці, рекомендовані на навчання за результатами конкурсного відбору національним комітетом «UWC Україна». Як правило, кожен з учнів демонструє у коледжі високий рівень знань та практичних навичок. Завдяки успішності та успіхам у опануванні профільних дисциплін учні з України, як і з багатьох інших країн, отримують пропозиції від фонду Девіса на отримання стипендій для продовження навчання у вищих навчальних закладах США. Ґранти на навчання у американських університетах отримують і випускники UWC Adriatic з України. 

### Випускники коледжу, які здобули ґранти на навчання
| Ім'я                | Ґрант на навчання, спеціальності | Стажування та робота |
| Олена Марченко      | Коледж Колбі біологія, комп'ютерні науки | Центр здоров'я університету Коннектикуту (англ. University of Connecticut Health Center), Колд-Спрінґ-Харборзька лабораторія (англ. Cold Spring Harbor Laboratory) |
| Ірина Граф          | Геттісберзський коледж германістика, глобалізаційні процеси | |
| Станіслава Чижикова | Університет Брауна економіка, історія мистецтв і архітектури | ART SY |
| Дар'я Цимбалюк      | Erasmus Master Mundus Crossways in Cultural Narratives, Università degli Studi di Bergamo (Italy), University of St Andrews (home university) and L’Université de Perpignan via Domitia (France) Кеньйонський коледж, BA сучасні мови і література студійне мистецтво | PhD студентка Університету Сент-Андрюс (University of St Andrews), Велика Британія Центр міської історії Центрально-Східної Європи (Україна) Сад переїхав, анімаційний фільм, Український культурний фонд Arseniy Yatsenyk Foundation Open Ukraine, (єднання України зі Світом через відкриття її для Світу у мистецьких творах та мистецьких заходах) Одіссея Донбас [Архівовано 10 березня 2022 у Wayback Machine.], мистецький проект |
| Данило Шувалов      | Атлантичний коледж | |